# Taylor Caldwell

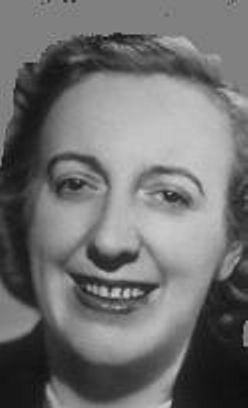
Taylor Caldwell

Janet Miriam Taylor Holland Caldwell (* 7. September 1900 in Prestwich bei Manchester, England; † 30. August 1985 in Greenwich (Connecticut), USA) war eine Journalistin und Romanautorin, deren Bücher zu den amerikanischen Roman-Bestsellern des 20. Jahrhunderts gehören und die mehrfach durch Preise ausgezeichnet wurde.

## Leben
Caldwell war die Tochter des schottischen, in England lebenden Kunsthändlers August F. Caldwell und seiner Ehefrau Anna Caldwell, die 1907 mit ihrer Tochter Taylor und ihrem jüngeren Bruder von England nach Buffalo in den USA auswanderten. Bereits als Kind begann Taylor Caldwell  Geschichten und Erzählungen zu schreiben – bis zu zehn Büchern im Jahr. Sie erinnert sich, dass ihr Vater häufig mit ihren Büchern ofenwärts verschwand.
Taylor Caldwell beschreibt ihr Elternhaus als ausgeprägt konservativ britisch (ein Zuhause mit "Büchern, Argumenten, 'boiled beef' und Kohl"). Ihr Vater soll eine seltsame Antipathie gegen fast jeden gehabt haben, der nicht Schotte, Presbyterianer oder ein Caldwell war.
1918/1919 diente Taylor in der Reserve der US-Navy. In den folgenden Jahren arbeitete sie als Stenografin und Gerichtsjournalistin und erwarb durch abendliche Besuche der Universität von Buffalo einen Bachelor-Abschluss. 1919 heiratete sie William F. Combs, mit dem sie bis zu ihrer Scheidung 1931 lebte. Mit ihrem zweiten Mann, Marcus Reback, veröffentlichte sie unter anderem ihren ersten Roman "Dynasty of Death" (1938) und erlebte mit diesem ersten publizierten Buch sofort ihren Durchbruch als Autorin. Marcus Reback starb 1970. Nachdem sie zunächst William Everett Stancell geheiratet hatte, ging sie 1978 eine vierte Ehe mit ihrem Manager William Robert Prestie ein.
Caldwell schrieb neben ihrer Tätigkeit als Romanautorin auch Artikel für amerikanische Magazine und war in konservativen Bewegungen und Organisationen aktiv.
Seit 1967 war Taylor Caldwell gehörlos, wodurch sie nach zwei Schlaganfällen ihre Fähigkeit zu sprechen kaum wiedererlangte. 1985 starb sie in Folge einer Erkrankung an Lungenkrebs.

## Schriftstellerische Tätigkeit
Obwohl Taylor Caldwell bereits als Kind und Jugendliche mit ihrer schriftstellerischen Tätigkeit begann, veröffentlichte sie ihren ersten Roman (Dynasty of Death) erst im Alter von 38 Jahren. In dieser Saga (Dynasty of Death, 1938; Eagles Gather, 1940; The Final Hour, 1944) erzählt sie über mehrere Generationen hinweg die Geschichte der Intrigen und Bündnisse von zwei Familien in Pennsylvania: Von der Mitte des 19. Jahrhunderts bis zum Ersten Weltkrieg entwickeln sich diese Familien von Waffen-Manufakturen zu großen Konzernen der Rüstungsindustrie.
Caldwells Bücher sind überwiegend historische Romane, Geschichten von Beziehungen, Familien und Dynastien, Erzählungen mit gesellschaftlich-historischem Hintergrund (z. B. Antike und amerikanische Geschichte) sowie Verarbeitung biblischer Figuren und Erzählungen in Romanform.
Die Erzählungen spielen sich unter anderem auf dem Hintergrund der amerikanischen Geschichte ab und thematisieren Einwanderung und Neuanfang, den "Amerikanischen Traum", die Entwicklung von der Agrarwirtschaft zum Industriestaat, Verwicklungen, Bündnisse und Intrigen zwischen Dynastien und Interessensgruppen. Caldwell greift auch Spannungen auf Grund ethnischer und religiöser Verschiedenheit auf und beschreibt Konflikte zwischen dem Streben nach Macht und Profit einerseits und dem Sinn für menschliche Werte andererseits.
Neben und mit den Familien- und Beziehungsdramen verarbeitete Taylor Caldwell in ihren Romanen zeitgeschichtliche und gesellschaftspolitische Themen wie Krieg und Frieden, Macht und Interessensgruppen, Autorität und Eigenständigkeit. So lässt sie eine der Figuren in dem 1976 publizierten Roman Das Ende aller Unschuld (Ceremony of the Innocent) sagen: „… es wird keinen Frieden in der gequälten Welt geben, nur eine programmierte und systematische Abfolge von Kriegen und Katastrophen, bis die Verschwörer ihr Ziel erreicht haben: eine erschöpfte Welt, die bereit ist, sich einer geplanten marxistischen Wirtschaft und totaler und sanfter Versklavung zu unterwerfen – im Namen des Friedens.“ (Originalzitat: „… there will be no peace in the tormented world, only a programmed and systematic series of wars and calamities—until the plotters have gained their objective: an exhausted world willing to submit to a planned Marxist economy and total and meek enslavement— in the name of peace.“, vgl. auch Ceremony of the Innocent: A novel, Knopf Doubleday Publishing Group, 1. Auflage 1976, S. 218.)
Auch in Deutschland lohnte sich offensichtlich die Herausgabe von Caldwells Romanen. Der Spiegel kommentierte 1956 unter der Rubrik "Neu in Deutschland" das Erscheinen der deutschsprachigen Fassung von Das Ende aller Unschuld  (Ceremony of the Innocent): "Wieder wird eine amerikanische Gelddynastie von Bruderhass und unerlaubter Leidenschaft erschüttert, ohne dass sie deshalb die Geschäfte vernachlässigt ..."
Ihre zahlreichen Werke (mehr als 30 Romane) wurden unter dem Namen Taylor Caldwell, ihrem Ehenamen der zweiten Ehe: Janet Miriam Reback, sowie unter den Pseudonymen Max Reiner und Marcus Holland publiziert. Es gibt Übersetzungen in insgesamt elf Sprachen. Über 30 Millionen Exemplare ihrer Bücher wurden allein zu ihren Lebzeiten verkauft.

## Bibliografie
Barbours and Bouchards
- 1 Dynasty of Death (1938)
  - Deutsch: Einst wird kommen der Tag. Übersetzt von Günther Birkenfeld. Neff, Berlin 1939, DNB 57281688X.
- 2 The Eagles Gather (1940)
- 3 The Final Hour (1944)

Romane
- The Earth is the Lord’s (1940)
  - Deutsch: Der Herr der Erde. Übersetzt von Gretel Friedmann. Neff, Wien und Berlin 1967, DNB 456248242.
- Time No Longer (1941)
- The Strong City (1942)
  - Deutsch: Wolf unter Schafen. Übersetzt von Grete Steinböck. Neff, Wien, Berlin 1976, ISBN 3-7014-0124-1.
- The Arm and the Darkness (1943)
  - Deutsch: Alle Macht dieser Welt. Übersetzt von Gretl Friedmann. Schneekluth, München 1977, ISBN 3-7951-0347-9. Auch als: Alle Macht dieser Welt : Ein Mann kämpft gegen seinen Todfeind Richelieu. Übersetzt von Gretl Friedmann. Lübbe (Bastei-Lübbe-Taschenbuch #10747), Bergisch Gladbach 1986, ISBN 3-404-10747-0.
- The Turnbulls (1943)
  - Deutsch: Die Turnbulls. Übersetzt von Joachim A. Frank. Toth, Hamburg 1949, DNB 450735362.
- The Wide House (1945)
  - Deutsch: In einem grossen Haus. Übersetzt von Josef Tichy. Neff, Wien, Berlin und Stuttgart 1965, DNB 450735133.
- This Side of Innocence (1946)
  - Deutsch: Diese Seite der Unschuld. Übersetzt von N. O. Scarpi. Morgarten-Verlag, Conzett & Huber, Zürich 1947, DNB 450735265. Auch als: Der Unschuld andere Seite. Übersetzt von N. O. Scarpi. Cotta, Stuttgart 1956, DNB 450735273. Auch als: Die andere Seite von Eden. Übersetzt von N. O. Scarpi. Heyne-Bücher #6422, München 1989, ISBN 3-453-01975-X.
- There Was A Time (1947)
  - Deutsch: In einem grossen Land. Übersetzt von Hans Erik Hausner und Christa Mitscha-Märheim. Neff, Wien und Berlin 1974.
- Melissa (1948)
  - Deutsch: Melissa. Übersetzt von Hansi Bochow-Blüthgen. Blanvalet, Berlin 1950, DNB 450735176.
- Let Love Come Last (1949)
  - Deutsch: Wo Licht und Finsternis sich scheiden. Übersetzt von Georg Goyert. Blanvalet, Berlin 1951, DNB 450735141.
- The Balance Wheel (1951)
  - Deutsch: Ein ruhmreicher Sieg. Übersetzt von Gretl Friedmann. Schneekluth, München 1975, ISBN 3-7951-0290-1.
- The Beautiful Is Vanished (1951)
- The Devil’s Advocate (1952)
  - Deutsch: Der Anwalt des Teufels. Übersetzt von Gretl Friedmann. Schneekluth, München 1979, ISBN 3-7951-0413-0.
- Maggie – Her Marriage (1953)
  - Deutsch: Die Ehe der Maggie Hobart. Übersetzt von Walter Schulz-Brown. Lehning (Adventure-Taschenbuch-Reihe #2), Hannover 1956, DNB 1062725603. Auch als: Die Ehe der Maggie Hobart. Übersetzt von Joachim A. Frank. Neff, Wien und Berlin 1969, DNB 456248307. Auch als: Hart wie das Leben. Übersetzt von Iris Reinbeck. Staneck, Berlin 1963, DNB 572816944.
- Your Sins and Mine (1955)
  - Deutsch: Und vergib uns unsere Sünden. Übersetzt von Uschi Gnade. Heyne-Bücher #6045, München 1986, ISBN 3-453-01547-9.
- A Tender Victory (1956)
  - Deutsch: Das Grösste aber ist die Liebe. Übersetzt von Ernst Doblhofer. Neff, Berlin, Wien und Stuttgart 1956, DNB 890981981.
- Never Victorious, Never Defeated (1957)
  - Deutsch: Nie siegreich, nie geschlagen. Übersetzt von Walter Schürenberg. Blanvalet, Berlin 1954, DNB 450735184.
- The Sound of Thunder (1957)
  - Deutsch: Alle Tage meines Lebens. Übersetzt von Josef Tichy. Neff, Wien, Berlin und Stuttgart 1958, DNB 450735346.
- Dear and Glorious Physician (1958)
  - Deutsch: Geliebter und berühmter Arzt. Übersetzt von Josef Tichy. Neff, Wien 1959. Auch als: Geliebter und berühmter Arzt : Der Lebensroman des Arztes und Evangelisten Lukas. Übersetzt von Georg Tichy. Diana-Verlag, Zürich 1987, ISBN 3-905414-49-X. Auch als: Lukas – der Medicus Gottes. Übersetzt von Georg Tichy. Brendow (Edition C / C #520), Moers 1998, ISBN 3-87067-734-1.
- The Listener (1960)
  - Deutsch: Ist niemand da, der mich hört? Übersetzt von Josef Tichy. Neff, Berlin, Stuttgart und Wien 1964, DNB 450735168.
- Man Who Listens (1961)
- A Prologue to Love (1961)
  - Deutsch: Prolog zur Liebe. Übersetzt von Pia von Hartungen. Neff, Wien, Berlin und Stuttgart 1962, DNB 450735249.
- Grandmother and the Priests (1963)
  - Deutsch: Um deines Namens willen. Übersetzt von Hanns C. Retzer. Neff, Wien, Berlin und Stuttgart 1963, DNB 450735125.
- The Late Clara Beame (1963)
  - Deutsch: Die Gesellschaft im Blizzard. Übersetzt von Joachim A. Frank. Neff, Wien, Berlin und Stuttgart 1966, DNB 572816871.
- To See the Glory (1963)
- A Pillar of Iron (1965)
  - Deutsch: Eine Säule aus Erz. Übersetzt von Josef Tichy. Neff, Wien und Berlin 1965, DNB 450735230.
- Wicked Angel (1965)
  - Deutsch: Der Engel. Übersetzt von Josef Tichy. Neff, Wien und Berlin 1968, DNB 456248366.
- No One Hears But Him (1966)
  - Deutsch: Einer gibt Antwort. Übersetzt von Gretl Friedmann. Schneekluth, München 1976, ISBN 3-7951-0320-7.
- Dialogues with the Devil (1967)
- Testimony of Two Men (1968)
  - Deutsch: Doctor Ferrier. Übersetzt von Hans Erik Hausner. Neff, Wien und Berlin 1968, DNB 456248331.
- Great Lion of God (1970)
  - Deutsch: Mit dem Herz eines Löwen. Übersetzt von Hans Erik Hausner. Neff, Wien und Berlin 1970, DNB 456248250. Auch als: Paulus – mit dem Herzen eines Löwen. Übersetzt von Hans Erik Hausner. Brendow, Moers 2001, ISBN 3-87067-880-1.
- Growing Up Tough (1971)
- Captains and the Kings (1972)
  - Deutsch: Die Armaghs. Übersetzt von Hans Eric Hausner. Neff, Wien, Berlin 1972, DNB 740170929. Auch als: Der Preis der Macht : Die Armaghs. Übersetzt von Hans Eric Hausner. Hestia, [Bayreuth] 1988, ISBN 3-7770-0382-4.
- Glory and the Lightning (1974)
  - Deutsch: Aspasia. Übersetzt von Hannelore Neves. Neff, Wien, Berlin 1974, ISBN 3-7014-0117-9.
- To Look and Pass (1974)
  - Deutsch: Ewigkeit will meine Liebe. Übersetzt von Gretl Friedmann. Schneekluth, München 1974, ISBN 3-7951-0265-0.
- The Romance of Atlantis (1975; mit Jess Stearn)
  - Deutsch: Atlantis-Saga. Jess Stearn. Übersetzt von Marianne Heindl. Neff, Wien und Berlin 1975 ISBN 3-7014-0159-4.
- Ceremony of the Innocent (1976)
  - Deutsch: Das Ende aller Unschuld. Übersetzt von Grete Steinböck. Neff, Wien, Berlin 1977, ISBN 3-7014-0132-2.
- I, Judas (1977; mit Jess Stearn)
  - Deutsch: Der werfe den ersten Stein : Ein Roman aus biblischen Tagen, erzählt aus der Sicht von Judas Ischarioth. Übersetzt von Gisela Stege. Scherz, Bern 1978, ISBN 3-502-10104-3. Auch als: Judas – Rebell im Schatten des Messias. Übersetzt von Gisela Stege. Brendow (Edition C / C #531), Moers 1999, ISBN 3-87067-760-0.
- Bright Flows the River (1978)
  - Deutsch: Durch die Nacht leuchtet der Strom. Übersetzt von L. D. Nieh. Neff, Wien 1978, ISBN 3-7014-0168-3.
- Answer As A Man (1980)
  - Deutsch: Antworte wie ein Mann. Übersetzt von Heinrich Jelinek. Neff, Wien 1981, ISBN 3-7014-0178-0.

Autobiografie
- On Growing Up Tough : An Irreverent Memoir (1973)